# 小行星7074
小行星7074（英語：7074 Muckea）是一颗围绕太阳公转的小行星。1977年9月10日，尼古拉·切爾尼赫在克里米亚发现了此天体。
这颗小行星的绝对星等为295.4333526197204等。